# 덴리역

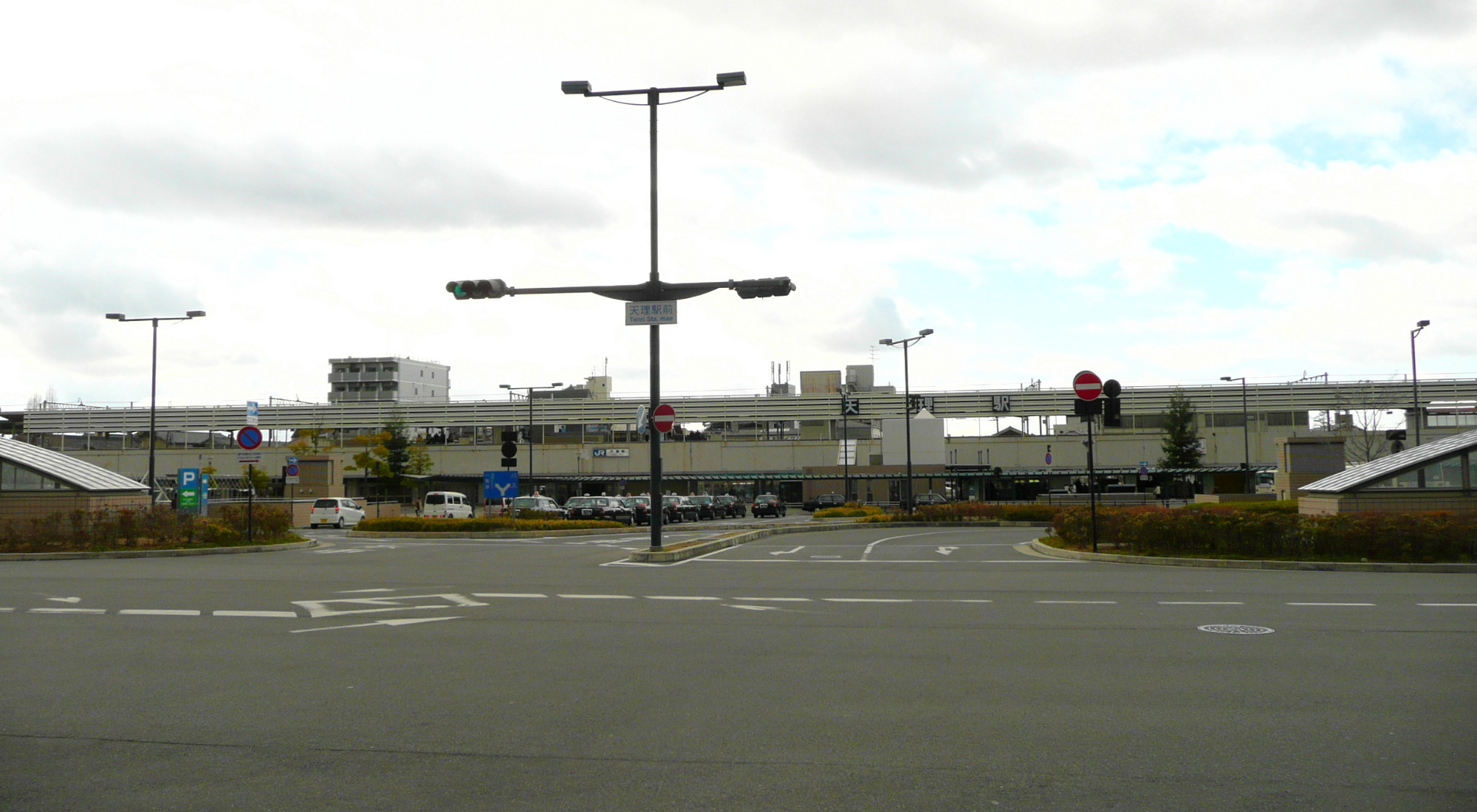
역 전경 (2008년)

덴리역(일본어: 天理駅, てんりえき)은 일본 나라현 덴리시에 있는 서일본 여객철도, 긴키 닛폰 철도의 철도역이다. 과거에는 일본국유철도와 긴키 닛폰 철도의 역이 따로 있었다가 한 개의 역으로 합쳐진 것으로, 덴리 시 당국에서는 덴리소고역(일본어: 天理総合駅, てんりそうごうえき 덴리 종합역[*])이라고도 한다.

## 이용 가능한 철도 노선
- 서일본 여객철도
  - 사쿠라이 선 (만요마호로바 선)

- 긴키 닛폰 철도
  - 덴리 선 (H35)

양 회사 모두 이코카 및 PiTaPa와 제휴 교통카드의 사용이 가능하다.

## 역 구조

### 서일본 여객철도
2층에 승강장이 있으며, 섬식 승강장 2면 4선이 배치되어 있다. 고가의 1층 남쪽에 서일본 여객철도의 역 시설 (대기실·개찰구·콩코스)이 갖추어져 있으며, 엘리베이터가 설치되어 있다.
오지 철도부 관할권에 있으며 직영역이다. 이코카 및 제휴 교통카드의 사용이 가능하다.
| 1・2 | (단체 열차 및 회송 열차) | (단체 열차 및 회송 열차) | (단체 열차 및 회송 열차) | (단체 열차 및 회송 열차) |
| 3    | ■ 사쿠라이 선            | 상행                     | 나라 방면                |                          |
| 4    | ■ 사쿠라이 선            | 하행                     | 사쿠라이 · 다카다 방면   |                          |

### 긴키 닛폰 철도
긴키 닛폰 철도 덴리 선은 1층에 사쿠라이 선과는 직각으로 마주하고 있으며, 서쪽으로 선로가 나 있다. 두단식 승강장 4면 3선 형태이다.
PiTaPa 및 제휴 교통카드의 사용이 가능하다.
| 1・2・3 | H 덴리 선 | 야마토사이다이지 · 긴테쓰 나라 · 교토 · 야마토야기 · 가시하라진구마에 · 오사카난바 · 한신 아마가사키 · 산노미야 방면 |

## 역세권 정보
- 천리교 본부

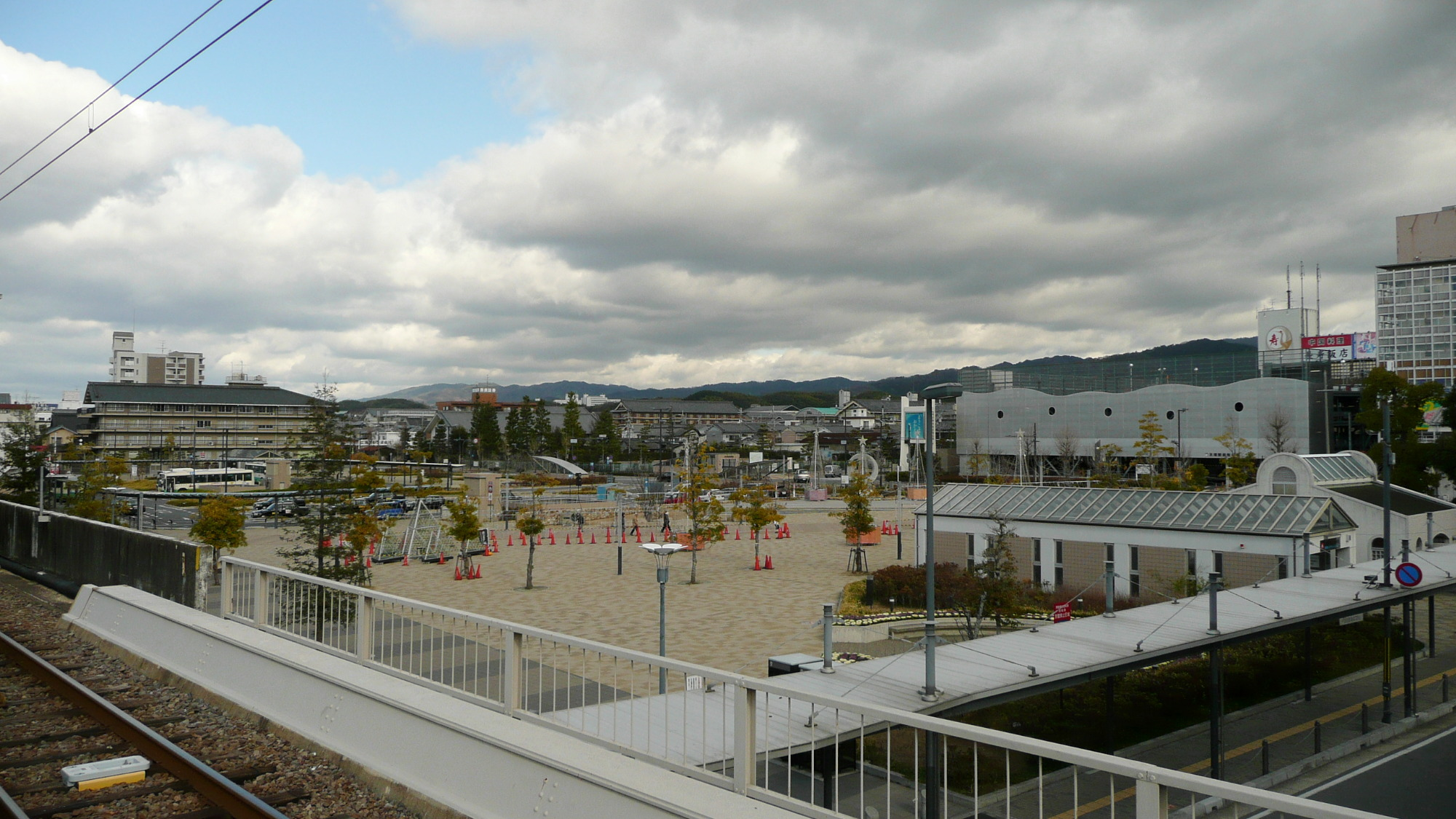
역세권

- 덴리 대학, 덴리 참고관, 덴리 도서관
- 이소노카미 신궁

## 역사
- 1898년 5월 11일 - 나라 철도의 단바시 역으로 개업.
- 1905년 2월 7일 - 간사이 철도가 나라 철도를 인수하여 간사이 철도의 소속이 되었다.
- 1907년 10월 1일 - 간사이 철도의 국유화에 따라 국유철도의 소속이 되었다.
- 1915년 2월 7일 - 덴리 경편 철도 (지금의 긴키 닛폰 철도 덴리 선)의 덴리 역이 개업하였다.
- 1921년 1월 1일 - 덴리 경편 철도의 노선이 오사카 전기 궤도로 넘어갔다.
- 1941년 3월 15일 - 오사카 전기 궤도가 산구 급행 전철과 합병하여, 오사카 전기 궤도 덴리 역이 간사이 급행 철도의 소속이 되었다.
- 1944년 6월 1일 - 간사이 급행 철도 덴리 역이 긴키 닛폰 철도의 소속이 되었다.
- 1963년 5월 25일 - 일본국유철도 단바시 역이 덴리시 역으로 이름을 바꾸었다.
- 1965년 9월 1일 - 일본국유철도 덴리시 역과 긴키 닛폰 철도 덴리 역이 "덴리 역"으로 통합되었다.
- 1987년 4월 1일 - 민영화에 따라 일본국유철도 덴리 역이 서일본 여객철도의 소속이 되었다.
- 2005년 3월 1일 - 서일본 여객철도 덴리 역에서 이코카의 사용이 개시되었다.
- 2007년 4월 1일 - 긴키 닛폰 철도 덴리 역에서 PiTaPa의 사용이 개시되었다.

## 인접역
| 서일본 여객철도 사쿠라이 선             | 서일본 여객철도 사쿠라이 선          | 서일본 여객철도 사쿠라이 선 |
| --------------------------------------- | ------------------------------------ | --------------------------- |
| 이치노모토 나라 방면                    | ■ 사쿠라이 선 (만요마호로바 선) 보통 | 나가라 다카다 방면          |
| 긴키 닛폰 철도 덴리 선                  |                                      |                             |
| H34 센자이 야마토사이다이지 · 교토 방면 | H 덴리 선 급행·보통                  | 시·종착역                   |